# You Are the Only One (canción de Serguéi Lázarev)
«You Are the Only One» —en español: «Eres la única»— es una canción compuesta por Anthony Egizii y David Musumeci, e interpretada en inglés por Serguéi Lázarev. Fue elegida para representar a Rusia en el Festival de la Canción de Eurovisión de 2016 mediante una elección interna.

## Festival de Eurovisión

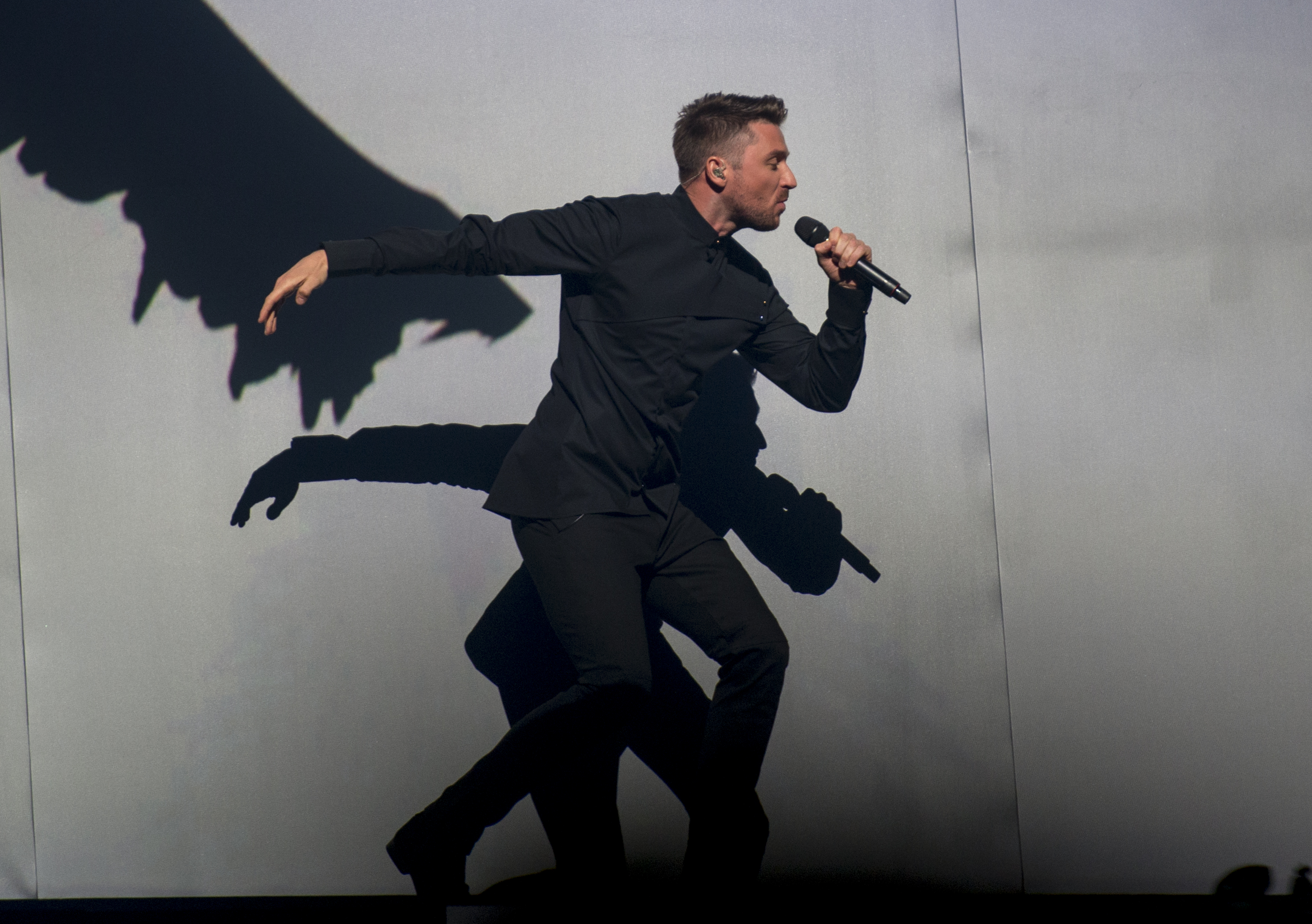
Lázarev interpretando la canción durante el Festival de la Canción de Eurovisión 2016.

### Elección interna
El 10 de diciembre de 2015, la VGTRK anunció que habían elegido internamente a Serguéi Lázarev para representar a Rusia en el Festival de la Canción de Eurovisión de 2016 en Estocolmo. Este anunciamiento ocurrió durante una entrega de premios, donde Lázarev se proclamó «Cantante del año». La selección de Lázarev como el representante ruso se decidió por el consejo editorial de VGTRK con el productor del canal Rossiya 1, Gennady Gokhshtein, revelando que una canción producida por Filipp Kirkorov también se había seleccionado. Lázarev había intentado representar a Rusia en el Festival de Eurovisión anteriormente en 2008, quedando en 4º puesto en al final nacional con la canción «Flyer». Los medios rusos comunicaron más tarde que Lázarev trabajaría con Kirkorov y con Dimitris Kontopoulos para crear su canción del festival, mientras el coreógrafo Fokas Evangelinos fue elegido para desarrollar la presentación del escenario para la canción. Kirkorov había representado a Rusia anteriormente en el 1995, además de componer la canción bielorrusa de 2007, la canción ucraniana de 2008 y la canción rusa de 2014, mientras que Kontopoulos había colaborado con Kirkorov en sus composiciones además de componer la canción griega de 2009 y la canción azerbaiyana de 2013.
La canción, «You are the only one», se presentó al público el 5 de marzo de 2016 al publicarse el videoclip oficial en YouTube. El vídeo, dirigido por Konstantin Cherepkov, cuenta con la Miss Universo Rusia 2015, Vladislava Evtushenko. Fue compuesta por Filipp Kirkorov y Dimitris Kontopoulos, con letra de John Ballard y Ralph Charlie; ambos coescribieron las letras de la canción azerbaiyana de 2013 y de la canción rusa de 2014. La canción también se presentó el mismo día durante el programa de noticias de Rossya 1 Vesty v Subbotu.

### Festival de la Canción de Eurovisión 2016
Esta canción fue la representación rusa en el Festival de la Canción de Eurovisión 2016.
El 25 de enero de 2016, se organizó un sorteo de asignación en el que se colocaba a cada país en una de las dos semifinales, además de decidir en qué mitad del certamen actuarían.
Así, la canción fue interpretada en noveno lugar durante la primera semifinal, celebrada el 10 de mayo de ese año, precedida por San Marino con Serhat interpretando «I didn't know» y seguida por República Checa con Gabriela Gunčíková interpretando «I stand». Durante la emisión del certamen, la canción fue anunciada entre los diez temas elegidos para pasar a la final, y por lo tanto cualificó para competir en ésta. La canción había quedado en primer puesto de 18 con 342 puntos.
Días más tarde, durante la final celebrada el 14 de mayo de 2016, la canción fue interpretada en 18º lugar, precedida por Croacia con Nina Kraljić interpretando «Lighthouse» y seguida por España con Barei interpretando «Say Yay!». Finalmente, la canción quedó en tercer puesto con 491 puntos.